# 로켓 인터넷
로켓 인터넷 SE는 베를린에 본사를 둔 독일의 인터넷 회사로 스타트업을 육성하고 다양한 모델의 인터넷 소매 사업에 지분을 소유하고 있다. 이 회사의 비즈니스 모델로 스타트업 스튜디오 또는 벤처 빌더로 알려져 있다.
또한 베를린 본사의 신생 기업에 사무 공간, IT 지원, 마케팅 서비스 및 투자자 접근을 제공한다. 2016년 기준으로 로켓 인터넷은 110개국에서 활동하는 100개 이상의 법인으로 구성된 전 세계 기업 네트워크를 통해 28,000명 이상의 직원을 보유하고 있다. 이 회사의 시가총액은 2017년 11월 3일 기준으로 34억 9천만 유로였다. 2021년 7월 12일 시가총액은 37억 유로였다.

## 역사
이 회사는 2007년 베를린에서 마르크, 올리버, 알렉산더 잠버 삼형제에 의해 설립되었으며 한때는 관련 회사인 유러피안 파운더스 펀드와도 연결되어 있었다.
2008년, 로켓 인터넷은 미국 온라인 소매업체 재퍼스닷컴의 비즈니스 모델을 모방하여 잘란도를 설립했다.
2014년 7월 1일, 로켓 인터넷은 법적 형태를 GmbH (유한회사)에서 AG (주식회사)로 변경했다. 기업공개는 2014년 10월 2일 프랑크푸르트 증권거래소에서 주당 42.50유로에 이루어졌다. 이 회사는 엔트리 스탠다드에 상장되었으며 2016년 9월 26일 프라임 스탠다드로 상향 조정되었다. 2016년 10월에는 로켓 인터넷이 SDAX에서 Chorus Clean Energy AG를 대체할 것이라고 발표되었다. 로켓 인터넷 SE는 2018년 3월 19일 독일 중소형주 지수인 MDAX에 편입되었다. 이 결정은 2018년 3월 5일 도이체 뵈르제 AG(프랑크푸르트 증권거래소)에 의해 발표되었다. 2015년 3월 18일, 이 회사는 법적 형태를 SE (Societas Europaea)로 변경했다.
2016년 12월 중순, 글로벌 파운더스는 로켓 인터넷 지분의 37.1%를, 킨네빅은 13.2%를, 유나이티드 인터넷은 8.3%를, 베일리 기포드는 6.5%를, 필리핀 롱 디스턴스 텔레폰 컴퍼니는 6.1%를, 액세스 인더스트리즈는 6.0%를 보유했다.
홀츠브링크 벤처스는 1.8%의 지분을 보유하고 있었고, 주요 투자자들은 3.4%의 지분을 보유했다. 16.3%는 자유 유통 주식으로 보유되었다. 2017년 1월, 로켓 인터넷 캐피털 파트너스는 초기 단계 및 성장 지분 투자에 전념하는 10억 달러의 최종 마감을 발표했다. 이는 현재까지 유럽 VC 회사 중 가장 큰 기술 펀드이다.
2020년 9월 1일, 로켓 인터넷은 상장폐지를 발표했다. 2021년 2월 현재, 로켓 인터넷은 상위 3개 포트폴리오 회사의 웹사이트 트래픽을 기준으로 최고의 스타트업 스튜디오 중 하나로 인정받았다.

## 회사 네트워크
로켓 인터넷은 검증된 인터넷 기반 비즈니스 모델을 기반으로 회사를 구축하는 전략을 따른다. 로켓 인터넷의 재무제표에 따르면 이 회사는 특히 식품 및 식료품, 패션, 가정 및 생활, 여행에 집중한다.
5개 산업 분야의 회사 외에도 로켓 인터넷은 최근 출시된 모델부터 리더십을 확립하거나 지리적 확장을 계속하는 회사에 이르기까지 다양한 성숙 단계의 회사에 지분을 소유하고 있다.
로켓 인터넷의 현재 포트폴리오에는 다음 회사가 있다.
- Agencasa.it
- bluenest
- everstox
- expertlead
- Flash Coffee
- Global Fashion Group
- Global Savings Group
- Helpling
- Home24
- Instafreight
- Jeeny
- Katoo
- Baly
- Loadsmile
- Nestpick
- Payflow
- Spenmo
- Spotcap
- tinvio
- vitable

로켓 인터넷의 가장 주목할 만한 사업부는 벤처 캐피털 투자 부문인 글로벌 파운더스 캐피털이다. 채무 금융 부문인 글로벌 성장 캐피털은 2016년에 설립되었다. 2020년, 로켓 인터넷은 플래시 벤처스를 출범했다.
2019년, 글로벌 파운더스 캐피털은 싱가포르 기반의 정품 스니커즈 및 스트리트웨어 온라인 마켓플레이스인 노블십의 시드 펀딩 라운드를 주도했다.

## 사업 철수
로켓 인터넷의 과거 투자에는 다음 회사의 지분이 포함된다.
- 캠프시
- 카무디
- 카스프링
- 클릭버스
- 다피티
- 다라즈
- 딜리버리히어로
- 이지택시
- 헬로프레쉬
- 헬로푸드
- 주미아
- 주미아 마켓
- 주미아 트래블
- 카이무
- 라무디
- 라자다
- 리니오
- 오픈렌트
- 프린트베뉴
- 스폿캡
- 디 아이코닉
- 웨스트윙
- 잘란도
- 잘로라 그룹
- 집젯

## 논란
이 회사는 다른 성공적인 기업의 비즈니스 모델을 모방한 스타트업을 설립하는 "모방" 전략으로 비판을 받아왔다.
2011년, 당시 직원 130명 중 20명이 동시에 로켓 인터넷을 떠났다. 당시 언론 보도에 따르면, 이러한 대량 해고의 이유는 "신제품의 품질 불량"과 로켓 인터넷이 "대기업"으로 확장하는 과정에서 직원들에게 "무뚝뚝한 태도" 때문이었다. 이 전 로켓 인터넷 경영진은 이후 오토 그룹의 도움을 받아 인큐베이터인 프로젝트 A 벤처스를 설립했다.
특정 비즈니스 부문에서 여러 경쟁 회사를 로켓이 지원하는 것에 대한 의문이 제기되었다. 로켓 인터넷이 테이크 잇 이지와 딜리버리히어로를 모두 지원한 것에 대해 테이크 잇 이지가 2016년 7월 청산에 들어갔을 때 의문이 제기되었다.

## 추가 자료
- 로켓 인터넷이 지원하는 글로벌 세이빙스 그룹이 1천 9백만 유로를 유치하다. 글로벌 세이빙스 그룹: 투자자들이 싼 물건을 찾아 나선다. 2017년 10월 19일
- Orlando, Paul (2014). 《Startup Sacrilege for the Underdog Entrepreneur》. 48쪽. 2015년 4월 29일에 확인함.
- Steve O'Hear (2015년 4월 16일). “Rocket Internet Acquires Restaurant Delivery Service Volo”. 《TechCrunch》. AOL. 2015년 4월 29일에 확인함.
- “Rocket Internet Buys Food-Delivery Startup Volo”. 《pymnts.com》. 2015년 4월 17일. 2015년 4월 29일에 확인함.
- Ingrid Lunden (2015년 4월 8일). “Rocket Internet Fashion Group GFG Raises $35M, Poaches Amazon Exec To Lead It”. 《TechCrunch》. AOL. 2015년 4월 29일에 확인함.
- Steve O'Hear (2015년 4월 14일). “Rocket Internet Backs European Restaurant Delivery Service Take Eat Easy”. 《TechCrunch》. AOL. 2015년 4월 29일에 확인함.
- Pride, William M.; Ferrell, O. C. (2014년 1월 10일). 《Foundations of Marketing》. Cengage Learning. ISBN 9781305176638. 2015년 4월 29일에 확인함.